# 大田市立第二中学校
大田市立第二中学校(おおだしりつ だいにちゅうがっこう)は、島根県大田市久手町にある公立中学校。略称は大田第二、大田二中。
野球部の活動がよく知られている。

## 沿革
- 1977年4月1日 - 大田市立五十猛中学校、大田市立久手中学校、大田市立鳥井中学校、大田市立富山中学校、大田市立波根中学校、大田市立静間中学校が廃校になり、大田市立第二中学校が発足される。
- 1977年4月7日 - 開校式が行われる。
- 1977年7月10日 - プール竣工（25ｍ×7コース）
- 1977年11月10日 - 体育館竣工（鉄筋2階建・1階は武道場）
- 1989年9月 - 体育館大規模改修工事
- 2013年7月 - 校舎及び体育館の耐震化工事
- 2018年3月 - 文部科学大臣杯第9回全日本少年春季軟式野球大会 準優勝
- 2021年8月 - 第43回全国中学校軟式野球大会 優勝

## 部活動 生徒会活動

### 運動部
- 野球部
  - 文部科学大臣杯第9回全日本少年春季軟式野球大会 準優勝[2]
  - 第43回 全国中学校軟式野球大会 優勝[3]
- バレーボール部
- 卓球部
- 剣道部
- 陸上競技部
- 男子ソフトテニス部
- 女子ソフトテニス部
- サッカー部
- 駅伝部

### 文化部
- 吹奏楽部
- 美術部

### 同好会
- バスケットボール同好会

### 生徒会活動
- プロジェクトB・プロジェクトS
  - 本校の敷地内にある島根県立出雲養護学校大田分教室との交流活動[4]

## 校歌
- 作詞は木島俊太郎、作曲は森山俊雄である。[5]

## 所在地
- 〒694-0052 島根県大田市久手町刺鹿522-1